# Miloš Holeček
Miloš Holeček (25. května 1950 – 16. dubna 2016) byl český soudce, který byl od roku 1993 do roku 2003 soudcem a místopředsedou, později i krátce předsedou Ústavního soudu.

## Život
Vystudoval v roce 1975 Právnickou fakultu Univerzity Karlovy v Praze, v roce 1982 zde získal i titul doktora práv. Ještě během studií se stal justičním čekatelem Krajského soudu v Brně, praxi vykonával u Městského soudu v Brně, jehož se stal v roce 1976 soudcem, po roce 1990 i předsedou. V roce 1991 pak přešel ke Krajskému soudu v Brně do pozice jeho místopředsedy pro věci civilní. Věnoval se právu občanskému, byl i členem dočasné komise pro přípravu Ústavy ČSR.
15. července 1993 byl prezidentem republiky Václavem Havlem jmenován soudcem a místopředsedou Ústavního soudu České republiky, po rezignaci předsedy JUDr. Zdeňka Kesslera byl jmenován jeho předsedou. Poté se po skončení desetiletého funkčního období vrátil jako soudce ke Krajskému soudu v Brně, kde působil až do roku 2013.